# 韓牛

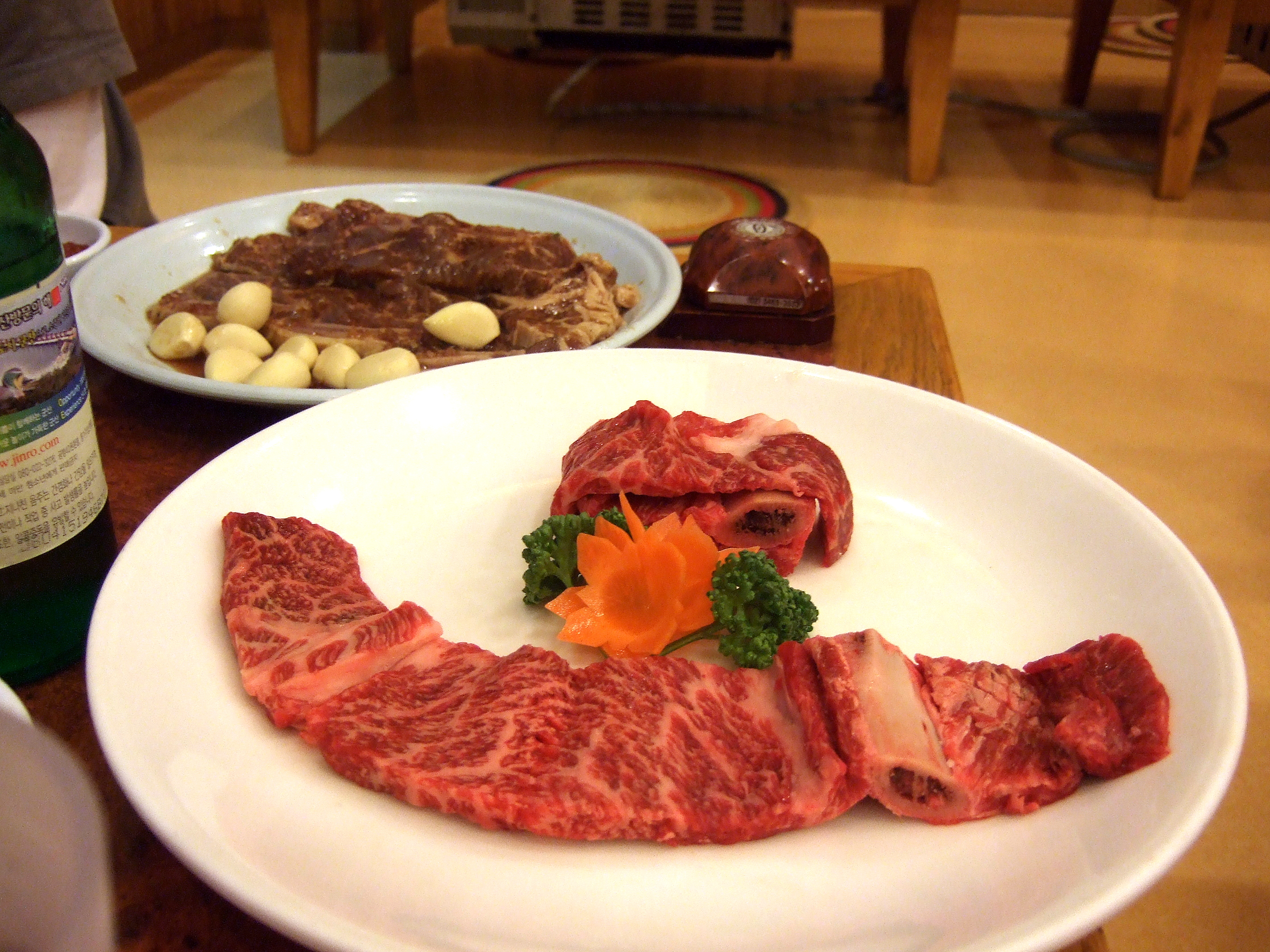
有大理石纹路的韓牛肉

韓牛（한우）、朝鲜牛（조선우），是歐洲牛與韓國牛的混血種。這種牛肉在韓國最受歡迎，因此價格高昂，所以韓國人多喜歡便宜的美國牛肉。這個問題使美韓兩國多次執拗，因為前者品質更好，更適合作韓國烤肉。韓牛在韩国飲食文化中有著重要地位。韓牛在韓國也是一種在節日、假日贈送親朋好友的禮品。
韓國江原道橫城郡是韓牛最大的產地。